# Puncturella antillana
Puncturella antillana is een slakkensoort uit de familie van de Fissurellidae. De wetenschappelijke naam van de soort is voor het eerst geldig gepubliceerd in 1947 door Pérez Farfante.